# Marija Ruljancic
Marija Ruljancic, geborene Vidovic, (* 14. Juni 1913 in Lorci, Vis; † 18. Mai 2024 in Melbourne) war eine in Kroatien geborene australische Supercentenarian.

## Leben
Marija Ruljancic wuchs mit einer älteren Schwester als Kind von Weinbauern auf der kroatischen Insel Vis auf. In ihrer Kindheit erlebte sie in ihrem Umfeld die Spanische Grippe. Nach ihrem Schulabschluss absolvierte sie eine Ausbildung in der Landwirtschaft. Im Jahr 1932 heiratete sie den Holzfäller Ivan Ruljancic (1903–1991), mit dem sie drei Kinder hatte. Während des Zweiten Weltkrieges flüchtete sie mit ihrem Ehemann, ihrem Sohn und ihrer Schwester im Jahr 1941 zunächst nach Ägypten. Im Jahr 1944 gingen sie dann nach Australien, wo sie sich in Hawthorn, Victoria, einem Stadtteil von Melbourne niederließen. Über ihre berufliche Tätigkeit in Australien ist nichts bekannt.
Marija Ruljancic wohnte in ihren letzten Lebensjahren mit ihrem Sohn und ihrer Schwiegertochter in einem Einfamilienhaus in Melbourne. Sie hatte 8 Enkelkinder, 15 Urenkelkinder und 6 Ururenkelkinder. Ihre Langlebigkeit führte sie in einem Interview darauf zurück, dass sie stets auf gesunde Ernährung achtete und regelmäßig Sport gemacht habe. Mit dem Tod von Marija Bibulic im Alter von 107 Jahren am 16. April 2021 wurde Ruljancic zur ältesten lebenden in Kroatien geborenen Person. Mit ihrem 110. Geburtstag im Juni 2023 wurde sie zur Supercentenarian. Nach dem Tod von Catherine van der Linden im Alter von 111 Jahren am 26. Januar 2024 wurde Ruljancic zur ältesten in Australien lebenden Person. Marija Ruljancic starb am 18. Mai 2024 nach kurzer, schwerer Krankheit im Alter von 110 Jahren und 339 Tagen (insgesamt 40.516 Tage).